# Умра
‘Умра (араб. عمرة‎) — малое паломничество (хадж), связанное с посещением Мекки, а также Запретной мечети в частности, однако не в месяц, предназначенный для хаджа, а в любое другое время. Умра является одним из видов поклонения, который требует материальных и физических затрат, но в то же время, по мнению мусульман, приносит пользу как одному человеку, так и обществу в целом.

## Умра в языковом значении
Богословская литература указывает, что слово умра имеет два значения. Аз-Зухайли, аль-Джазари и аш-Шаукани пишут, что слово «умра» означает «посещение», «визит». Вместе с тем Абуль-Хасан аль-Маварди приводит в своем Тафсире иное значение данного слова — «стремление», «намерение».

## Умра как шариатский термин
В терминологическом значении шариата умра — это посещение Запретной мечети определённым образом.

## Мнение богословов относительно умры
Изучение трудов по фикху показало, что богословы, среди которых имам аш-Шафии и имам Ахмад ибн Ханбал, считают, что совершение умры, подобно хаджу, является обязательным действием. Данное мнение точно соответствует словам Всевышнего Аллаха: «И завершайте хадж, и умру ради Аллаха».
Другие факихи, среди них имам Абу Ханифа и Малик ибн Анас, считают, что умра является сунной муаккада, то есть, действием, которое Пророк совершал постоянно, и, не выполнив его, мусульманин не получит от пророка заступничества в Судный день. Данная мысль четко соответствует словам пророка, который сказал: Хадж (для вас) предписан, а умра — добровольное действие" (св. х. Ибн Маджа)

## Столпы умры
По мнению богословов маликитского и ханбалитского мазхабов умра состоит из четырёх столпов, при невыполнении которых становится недействительной.
1. «Аль-ихрам»;
2. «Таваф»;
3. «Сай байна ас-Сафа ва аль-Марва»;
4. Сбривание или укорачивание волос на голове.

Богословы ханафитского мазхаба считают, что:
- Ихрам — условие, необходимое для того, чтобы умра была действительной;
- Таваф — также один из столпов умры. Паломник четыре раза выполнив обход вокруг Каабы тем самым выполняет один из столпов умры, а оставшиеся три являются обязательными действиями при совершении умры, то есть ваджиб.
- Сай — одно из обязательных (ваджиб) действий при совершении умры[источник не указан 2067 дней].

## Время совершения умры
Для совершения умры не существует определённого установленного времени, поэтому данный ритуал можно совершать в любое время. По мнению Абу Ханифы является порицаемым проведение обряда умры в следующие пять дней: в день стояния на горе Арафат (девятый день месяца зуль-хиджжа), в «День жертвоприношения» и в «дни ташрика» (с 10 по 13 дни месяца зуль-хиджжа).

## Обязательные условия совершения хаджа и умры
Имеется ряд обязательных условий, при выполнении которых становится возможно совершение умры. Считается, что этими условиями являются:
1. Исповедание ислама является обязательным, поскольку немусульманину или кафиру запрещается совершение умры. Совершение умры запрещается мусульманину, отступившемуся от истинной веры (фасик) ислама.
2. Булуг (зрелость): поскольку маленьких детей, не достигших зрелости, шариат не обязывает совершать умру. Если ребёнок разумный и совершил умру или одно из этих действий, то его паломничество будет считаться действительным. Несмотря на это, ребёнок не поймёт всего смысла паломничества, и в будущем проведение паломничества является обязательным.
3. Акль (здравость рассудка): паломничество следует совершать в здравом уме. Умра умалишённого или недееспособного человека недействительна.
4. Хуррия(т) (свобода): рабу или находящемуся в заключении также не вменяется в обязанность совершать паломничество к святым местам.
5. Иститоа(т) (возможность совершения): возможность совершения мусульманином обряда умры.

Иститоа(т) делится на две части:
1. Возможность, касающаяся мужчин и женщин;
2. Возможность, касающаяся только женщин[источник не указан 2067 дней].

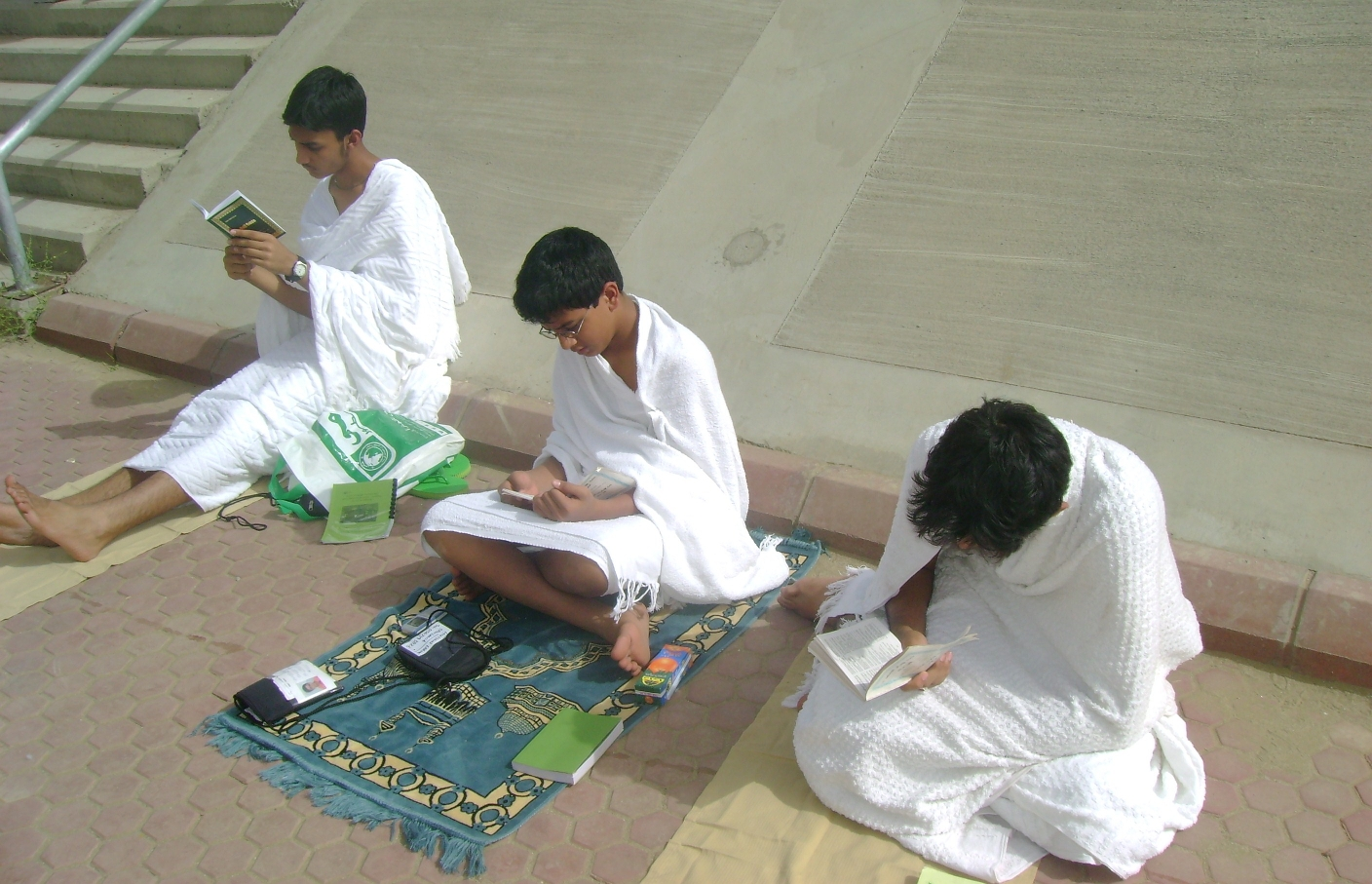
Паломники в ихраме.

### Возможность, касающаяся мужчин и женщин
1. Здоровье. По мнению богословов ханафитского и маликитского мазхабов, здоровье является шурут вуджубих, основываясь на этом, не является обязательным совершать умру для тех, кто лишён здоровья.
2. Свобода личности. Если имеется опасность захвата в плен или в заложники, то человеку не вменяется в обязанность совершение умры.
3. Безопасность дорог;
4. Наличие транспорта;
5. Возможность оплатить поездку[источник не указан 2067 дней].

### Возможность, касающаяся женщин
Часть исламских богословов считает, что для совершения обрядов умры женщинам необходимо иметь махрама (сопровождающего). Другие полагают, что женщина может совершать умру в составе группы. Однако в настоящее время посольство Саудовской Аравии не выдаёт виз женщинам моложе 45 лет, если они не имеют махрама.
1. Махрамом называется муж или близкий родственник (брат, отец, дядя), которому в силу родства запрещено на ней жениться.
2. Идда — это период времени, в течение которого женщина после смерти мужа или развода не имеет права выходить замуж (длится четыре месяца и 10 дней)[1]. В период идда женщине нельзя совершать обряды паломничества[источник не указан 2067 дней].